# 北の情緒
『北の情緒』（きたのじょうちょ）は、1977年にリリースされた春日八郎のアルバム。1975年の「大阪情緒」、1976年の「長崎情緒」に続く「情緒」シリーズの第3弾。第1面収録の「北の酒場」以外は全てカバー曲である。

## 収録曲

### 第1面
1. 知床旅情（オリジナル歌手・森繁久彌→加藤登紀子）
  - 作詞・作曲:森繁久彌
2. 小樽のひとよ（オリジナル歌手・鶴岡雅義と東京ロマンチカ）
  - 作詞:池田充男／作曲・編曲:鶴岡雅義
3. 石狩川悲歌（オリジナル歌手・三橋美智也）
  - 作詞:高橋掬太郎／作曲:江口浩司
4. 札幌ブルース（オリジナル歌手・青江三奈）
  - 作詞:川内康範／作曲:曽根幸明／編曲:寺岡真三
5. 北の酒場
  - 作詞:矢野亮／作曲:吉田矢健治
6. 霧の摩周湖（オリジナル歌手・布施明）
  - 作詞:水島哲／作曲:平尾昌晃／編曲:森岡賢一郎

### 第2面
1. 函館の女（オリジナル歌手・北島三郎）
  - 作詞:星野哲郎／作曲・編曲:島津伸男
2. 北帰行（オリジナル歌手・小林旭）
  - 作詞・作曲:宇田博
3. 北の宿から（オリジナル歌手・都はるみ）
  - 作詞:阿久悠／作曲:小林亜星／編曲:竹村次郎
4. 江差恋しや（オリジナル歌手・三橋美智也）
  - 作詞:高橋掬太郎／作曲:飯田三郎
5. 函館ブルース（オリジナル歌手・小野由紀子→青山和子）
  - 作詞:鳥井実／作曲:宮西豊
6. 襟裳岬（オリジナル歌手・森進一）
  - 作詞:岡本おさみ／作曲:吉田拓郎／編曲:馬飼野俊一